# Piscobamba
Piscobamba, fondata con il nome di San Pedro y San Pablo de Piscobamba, è la città capoluogo del distretto omonimo e della provincia di Mariscal Luzuriaga, situata nella zona montana del dipartimento di Ancash, sul versante orientale della Cordillera Blanca. Al censimento del 2007 l'intero distretto contava una popolazione di 3 600 abitanti.

## Etimologia
Il nome della località deriva dai termini in quechua pishqu, che significa uccelli, e panpa, che vuol dire pianura. Il significato della denominazione è quindi “pianura degli uccelli”.

## Storia
Importante centro in tempi precedenti all'arrivo degli spagnoli, Piscobamba fu servita durante l'Impero inca dal Qhapaq Ñan, la rete stradale che attraversava da nord a sud il Tahuantinsuyo. In epoca coloniale sembrò sfuggire gli effetti della politica del viceré Toledo, che cercò di radunare tutta la sparsa popolazione indigena andina in un ristretto numero di reducciones, in modo da poterla meglio controllare. Turibio de Mogrovejo, primo vescovo di Lima, vi organizzò nel 1594 un importante sinodo nazionale; in quell'epoca Piscobamba era, dopo Huaraz, il secondo centro del dipartimento di Ancash per abitanti.
In epoca coloniale il territorio rimase sostanzialmente autonomo rispetto al governo centrale e non vide la nascita di latifondi; per questo motivo la località non possiede una data di fondazione esatta, adottando per essa il 12 gennaio, giorno della fondazione della provincia di Mariscal Luzuriaga nel 1954.